# Philippe Antoine d'Ornano
Pour les articles homonymes, voir d'Ornano.
Philippe Antoine d'Ornano, né le 17 janvier 1784 à Ajaccio et mort le 13 octobre 1863 à Paris, est un général et homme politique français, maréchal de France.

## Biographie

### Origines familiales
Issu d'une famille noble d'ancienne extraction (1470), fils de Lodovico Antonio Ornano et d'Isabella Maria Buonaparte, il est cousin de l'empereur Napoléon Ier.

### L'Empire

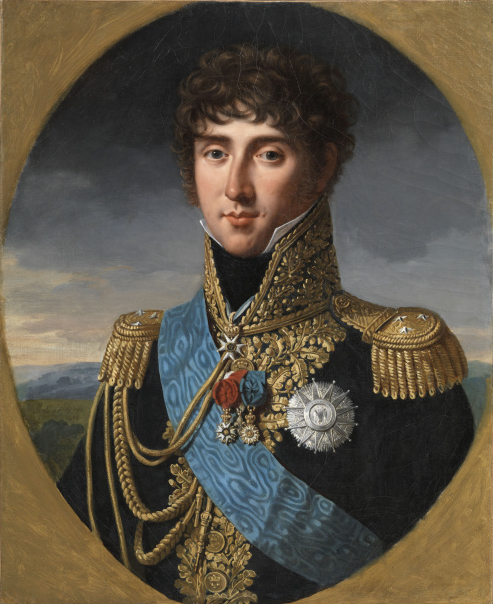
Philippe Antoine d'Ornano, par Robert Lefèvre.

Ornano commence sa carrière comme sous-lieutenant au 9e dragons en 1799 puis prend part avec le général Leclerc, dont il est l'aide de camp, à l'expédition de Saint-Domingue. Épargné par la fièvre jaune, il rentre en France et sert comme aide de camp de Berthier. Il participe brillamment aux premières campagnes de l'Empire, s'illustre à Ulm et Iéna et sert comme officier d'ordonnance de l'Empereur. Il est fait comte de l'Empire en 1808 et prend part aux campagnes de la guerre d'Espagne. 
Il est un des plus jeunes généraux de brigade de l'Empire, à 27 ans. Commandant la 16e brigade de cavalerie légère au début de la campagne de Russie, il est fait général de division le 8 septembre 1812, après la bataille de la Moskova et prend la tête de la division légère du 4e corps. Blessé et laissé pour mort à la bataille de Krasnoï, le 18 novembre 1812, il est retrouvé vivant par son aide de camp le lendemain et rentre en France. 
Après une convalescence rapide, il devient colonel des dragons de la Garde impériale, combat en Allemagne et prend le commandement de la cavalerie de la Vieille Garde après la mort du maréchal Bessières. Lors de la campagne de France, il participe notamment à la bataille de Mormant le 17 février 1814 et à la bataille de Paris où il commande les unités de la Garde impériale stationnée dans la capitale. Après l'abdication de Fontainebleau, il accompagne Napoléon jusqu'à son embarquement pour l'île d'Elbe. 
Cousin de Napoléon, qui a fait de ce cavalier brillant l'un des généraux les plus dotés de l'Empire, il accepte le commandement des dragons de France sous la Première Restauration mais s'empresse de proposer ses services à l'Empereur lors de son retour aux Tuileries. Grièvement blessé à la poitrine au cours d'un duel avec le général Bonet, il n'exerce pas de commandement effectif lors de la campagne de Belgique.

### La Seconde Restauration
Arrêté le 20 novembre 1815 pour avoir pris la défense du maréchal Ney, il est libéré un mois plus tard et part en exil en Angleterre puis en Belgique.
Au printemps 1813, il a rencontré Marie Walewska, grand amour de Napoléon, alors en séjour à Paris. Assez rapidement, il lui fait une cour assidue et propose de l'épouser, mais Marie Walewska, qui est encore amoureuse de l'Empereur et mariée religieusement au comte Anastase Walewski, refuse cette première demande. La mort du comte Walewski en 1815, puis le départ de Napoléon pour Sainte-Hélène, sont favorables aux projets matrimoniaux du général d'Ornano.
Le 7 septembre 1816, en la cathédrale Saints-Michel-et-Gudule de Bruxelles, Ornano épouse Marie Walewska. Le couple s'installe à Liège. Malgré les conseils de son médecin, Marie insiste pour allaiter son fils, Rodolphe, né en 1817. Philippe d'Ornano et sa femme très affaiblie rentrent à Paris, Marie insistant pour revenir mourir en France. Son veuvage marque profondément Ornano, qui ne se remarie pas. 

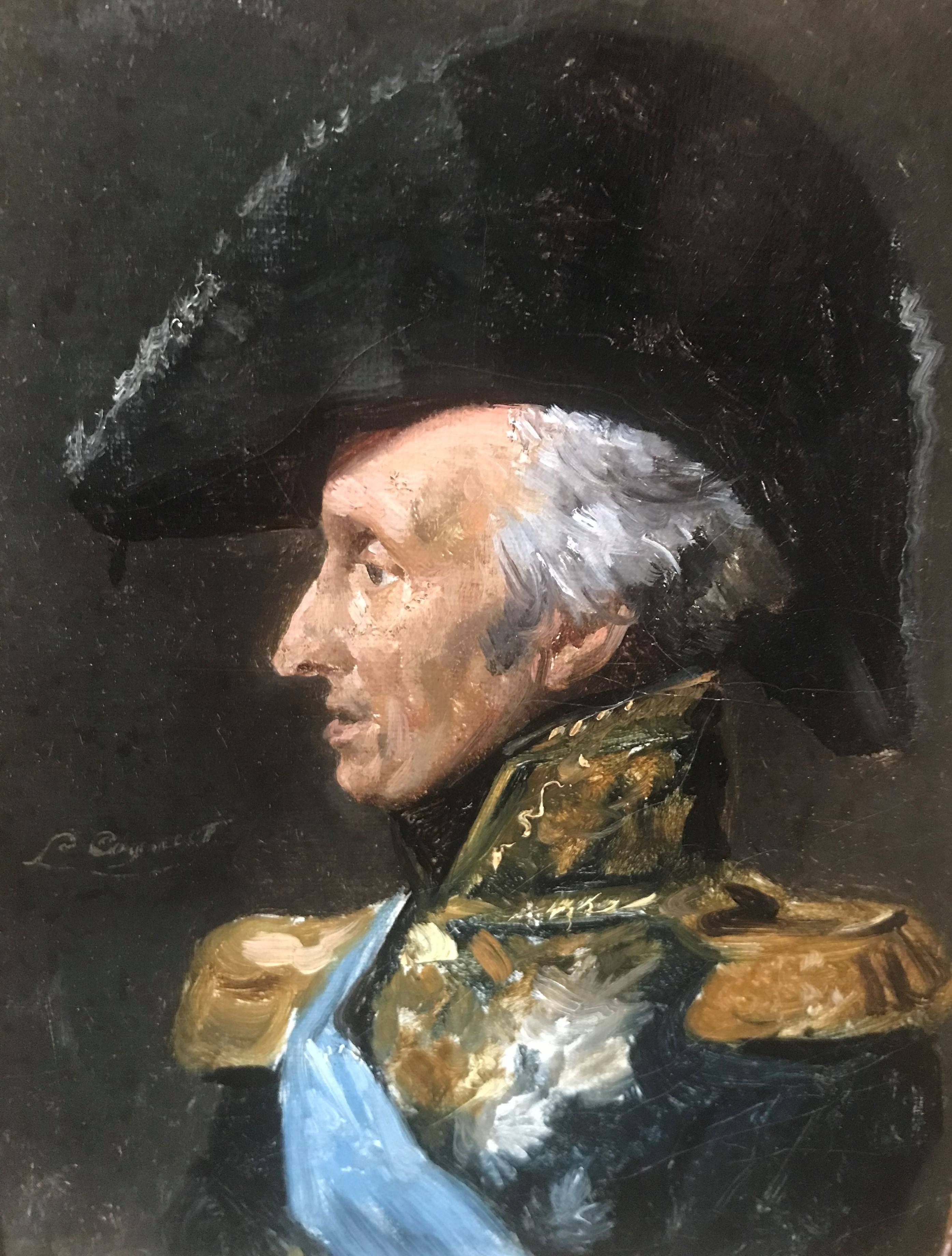
Philippe d'Ornano par Léon Cogniet (étude d'après nature)

Il reprend du service en 1828 comme commandant des 2e et 3e divisions militaires puis au jury du concours d’entrée à Saint-Cyr.

### La monarchie de Juillet

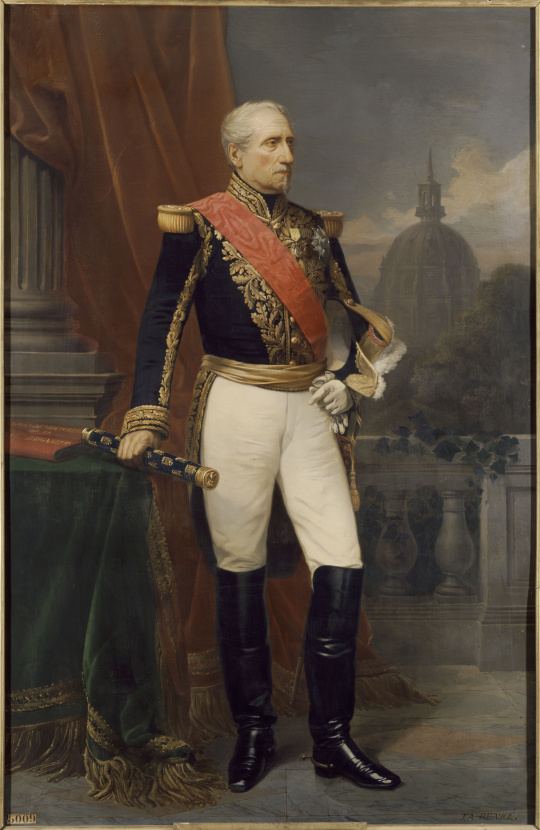
Philippe Antoine, comte d'Ornano, maréchal de France (1784-1863), Jean-Adolphe Beaucé, 1863.

Sous la monarchie de Juillet, il prend part à la répression en Vendée en 1832 puis est fait pair de France. 

### Maréchal de France
Mis à la retraite pour raison de santé, il est élu député d'Indre-et-Loire le 7 janvier 1849 (il fut propriétaire du château de la Branchoire à Chambray-lès-Tours). Partisan de la politique du président de la République Louis-Napoléon Bonaparte et soutien du gouvernement dans l'affaire de l'expédition de Rome, il est réélu en 1849.
Grand-croix de la Légion d'honneur en 1850, il approuve le coup d'État du 2 décembre 1851. Membre de la commission consultative, il est couvert d'honneurs, fait sénateur dès 1852, grand chancelier de la Légion d’honneur puis gouverneur des Invalides. Napoléon III le fait maréchal de France le 2 avril 1861, dernier des généraux de la Révolution et du Premier Empire à accéder à cette distinction. Il meurt à Paris le 13 octobre 1863 et est enterré aux Invalides.
Son nom figure sur l'arc de triomphe de l'Étoile, à Paris. Par décret du 2 mars 1867, une voie nouvellement ouverte du 18e arrondissement de Paris prend le nom de boulevard Ornano en son honneur, qui relie à l’origine le boulevard de Rochechouart à la porte de Clignancourt ; depuis 1882, la partie sud du boulevard a été renommée boulevard Barbès.

## Distinctions
- Officier de la Légion d'honneur en 1805[23] ;

Les armoiries du comte Ornano et de l'Empire.

- Grand-croix de l’ordre de la Réunion le 3 avril 1813[24] ;
- Chevalier de Saint-Louis le 14 novembre 1814[25] ;
- Commandeur de Saint-Louis en 1829[25] ;
- Commandeur de la Légion d'honneur en 1832[23] ;
- Grand officier de la Légion d'honneur en 1834[23] ;
- Grand-croix de la Légion d'honneur le 11 août 1850[23] ;
- Médaille militaire le 16 avril 1853[26].

## Hommages
- Dans le 18e arrondissement de Paris :
  - le boulevard Ornano ;
  - la villa Ornano ;
  - la gare du boulevard Ornano.
- À Saint-Denis et à Saint-Ouen-sur-Seine :
  - le boulevard Ornano.